# بکتاشیه
بِکتاشیه طریقتی است که خود را منسوب به حاجی بکتاش ولی زاهد خراسانی می‌دانند. بسیاری پیدایش این مذهب را به‌دست فردی به نام بالیم سلطان می‌دانند.
این طریقه از آناتولی شروع شد و با برخورداری از حمایت رسمی دولت عثمانی و در پی کشورگشایی‌های آن، به شبه جزیره بالکان و از آنجا به آلبانی راه یافت. بعدها خانقاه‌های بکتاشیه در آنجا ساخته شدند. راهیابی این طریقت به شبه جزیره بالکان، در اسلام آوردن ساکنان آنجا سهم عمده‌ای داشت. امروزه بکتاشیه علاوه بر آلبانی و به‌طور محدود در ترکیه، در میان مردم سوریه، مصر، و ترکیه‌ای‌های مقیم اروپا و نیز مناطق آلبانیایی‌نشین و مسلمان مقدونیه و کوزوو رواج دارد.
حدود ۱۰ درصد از جمعیت آلبانی پیرو طریقت بکتاشیه هستند.

## شاخه‌ها
بکتاشیه دارای دوشاخه اصلی باباگان (در بالکان) و چلبی‌ها (در نوشهیر ترکیه) است. رهبران شاخه باباگان ازدواج نمی‌کنند و مجرد می‌مانند. زیرا باور دارند که حاجی بکتاش ولی فرزندی نداشته است. در حالی که چلبی‌ها معتقدند از نسل حاجی بکتاش ولی هستند.

## پس از حاجی بکتاش
در سده‌های چهاردهم و پانزدهم میلادی حاجی بکتاش در سرزمین آناتولی شهرت و احتمالاً مریدانی داشته است. ولی این امر به معنی وجود طریقتی به نام بکتاشی در آن دوران نیست. سرآغاز واقعی دراویش بکتاشی، به‌عنوان یک طریقت منسجم و سازمان یافته، به اوایل سده دهم هجری/شانزدهم میلادی و به فردی به نام بالیم سلطان می‌رسد که در میان بکتاشیان به «پیر ثانی» معروف است. دربارهٔ زندگی بالیم سلطان که معاصر سلطان بایزید دوم عثمانی و شاه اسماعیل یکم صفوی بود، اطلاعات مستند تاریخی در دست نیست. جان برج پژوهشگر طریقت بکتاشیه بالیم سلطان را بنیان‌گذار سازمان منسجم بکتاشی به معنای دقیق کلمه می‌داند. با اینحال در دو دهه نخست سده شانزدهم هنوز طریقت بکتاشی وزن و اهمیتی نداشت.

## بکتاشیه و ارتش ینی‌چری
در آغاز، پذیریش بکتاشیه برای ینی‌چری‌هایی که از تبار مسیحان بالکان بودند آسان نبود. برخی منابع عثمانی و بکتاشی، پیدایش قشون ینگی چریک یا همان ینی‌چری‌ها را به زندگی حاجی بکتاش مربوط می‌کنند. این ادعا نمی‌تواند صحت داشته باشد. زیرا قشون ینگی چریک در نیمه دوم سده چهاردهم میلادی پدیدار شد. یعنی یک سده پس از حاجی بکتاش که قطعاً پیش از سال ۱۲۹۵ درگذشته بود. همچنین در مهم‌ترین شورش بکتاشی‌ها که در سال ۹۳۳ قمری در ولایت قرامانیه رخ داد، رهبری این شورش را فردی به نام قلندر چلبی به‌دست داشت که خود را از تبار حاجی بکتاش می‌خواند. مورخان شورش قلندر چلبی را سخت‌ترین شورشی می‌دانند که در زمان تهاجم سلیمان یکم به عمق خاک اروپا در آناتولی رخ داده بود که اتفاقاً به وسیله قوای ینی‌چری سرکوب شد. در سده‌های هفدهم و هجدهم میلادی این طریقت گسترش بسیاری در آناتولی یافت و در همین دوران، به تدریج طریقت بکتاشی در میان ینی‌چریان گسترش یافت، بسیاری از ینی‌چریان به عضویت این طریقت درآمدند و از اوائل سده هیجدهم دراویش بکتاشی در مقام مرشد دینی و پیشنماز واحدهای قشون ینی‌چریک جای گرفتند. در اواخر سده هیجدهم، پیوند ینی‌چریان با طریقت بکتاشی بدانجا رسید که سلطان سلیم سوم در دومین سال پادشاهی خود ینی‌چریان را پسران حاجی بکتاش (حاجی بکتاش اوغوللری) و مریدان حاجی بکتاش (حاجی بکتاش کوچیکلری) خطاب کرد. عثمانی‌ها برای افزایش کنترل چلبی‌ها بر دیگر گروه‌های علوی، از آنها پشتیبانی کردند.
سلطان محمود دوم همزمان با اصلاحات غرب گرایانه در امپراتوری عثمانی، پس از سرکوب و انحلال خونین قشون ینی‌چری در سال ۱۸۲۶ طریقت بکتاشی را نیز منحل کرد. علت این اقدام پیوند بکتاشیان با ینی‌چریان بود. محمود برای تحقق این هدف، اجتماع بزرگی از علمای استانبول و سران طریقت‌های دراویش نقشبندیه، مولویه، خلوتیه، سعدیه و قادریه را گرد آورد و این جمع به تکفیر بکتاشی‌ها نظر داد. بلافاصله، سران بکتاشی دستگیر شده، سه تن از ایشان - قا ینچی بابا، آقاسی زاده بابا و صالح بابا - به قتل رسیدند و سایر رهبران طریقت تبعید شدند. در میان این تبعیدیان ابراهیم بابا نیز حضور داشت که به عنوان وکیل حاجی بکتاش شناخته می‌شد. این سرکوب بر اساس سلسله مراتب در طریقت بکتاشی نبود. بلکه تنها عناصر نامطلوب نه برجسته‌ترین ایشان اعدام و تبعید شدند. همچنین افراد دیگری نیز به اتهام بکتاشی‌گری گرفتار و تبعید شدند. شمار اعضای این طریقت در زمان انحلال آن به دست محمود دوم را حدود هفت میلیون نفر می‌دانند. ظاهراً بکتاشیان با طریقت‌های مخفی یهودی در عثمانی و نیز شورش شابتای زوی نیز رابطه داشتند. شاخه باباگان نیز پس از سال ۱۸۲۶ به طور کامل از چلبی‌ها جدا شد.
طریقت بکتاشی در فروپاشی دولت عثمانی نیز نقش مؤثر داشت. به همین دلیل تا مدت‌ها پس از استقرار جمهوری ترکیه امید می‌رفت که برخلاف سایر طریقت‌های دراویش منحل نشود. اما در ۲۰ نوامبر ۱۹۲۵ مجلس عالی جمهوری ترکیه قانون شماره ۶۷۷ را تصویب کرد که طبق آن همه طریقت‌های دراویش منحل، زاویه‌ها و تکایا تعطیل، و داشتن عناوینی چون شیخ و بابا و سید و مرشد و خلیفه و دده و چلبی ممنوع شدند. در این زمان تعداد اعضای طریقت یک میلیون نفر تخمین زده می‌شد. باانحلال طریقت‌های دراویش در ترکیه، مرکز طریقت بکتاشی به آلبانی انتقال یافت و مورد حمایت حکومت وقت آلبانی قرار گرفت. زاغ شاه (احمد زاغولی) پادشاه آلبانی که خود به طریقت بکتاشی گرایش داشت، دَده طریقت بکتاشی را شخصاً منصوب می‌کرد. رهبران استقلال آلبانی از امپراتوری عثمانی نیز بکتاشی بودند. در سال ۱۹۳۷ در آلبانی ۱۵۰ تا ۲۰۰ هزار بکتاشی می‌زیستند که ۱۵ تا ۲۰ درصد جمعیت این کشور را تشکیل می‌دادند. در دوران استقرار حکومت کمونیستی در آلبانی، شهر دیترویت در ایالات متحده آمریکا به مرکز طریقت بکتاشی بدل شد. در این دوران، رهبری طریقت را بابا رکسب به دست داشت که در سال ۱۹۴۴ از آلبانی به ایالات متحده آمریکا مهاجرت کرده و نخستین تکیه بکتاشی را در این کشور تأسیس نموده بود. بر پایه آمار سال ۲۰۰۲ یک پنجم مسلمانان آلبانی بکتاشی مذهب و بقیه اهل تسنن بودند.

## ساختار درونی
طریقت بکتاشی دارای سلسله مراتب درونی است که پژوهشگران آن را بسیار شبیه به سلسله مراتب فراماسونری و طریقت شوالیه‌های معبد می‌دانند. نخستین رتبه در طریقت بکتاشی «عاشق» است که در واقع هوادار طریقت محسوب می‌شود. رتبه دوم «محب» است. او «عاشقی» است که طی مراسم خاصی به عضویت طریقت درمی آید. سومین رتبه «درویش» است. «درویش» به‌طور حرفه‌ای زندگی خود را وقف طریقت می‌کند. معمولاً «محب» پس از ده سال یا بیشتر خدمت در طریقت «درویش» می‌شود. این زمان ثابت نیست. چهارمین رتبه «بابا» است. «درویش» طی مراسم خاصی «بابا» می‌شود و تکیه و املاک طریقت در یک ناحیه معین در مالکیت «بابا» قرار می‌گیرد. پنجمین رتبه «خلیفه» است که بر فعالیت باباهای یک منطقه نظارت می‌کند. در رأس این سلسله مراتب «دده» جای دارد که در دوران عثمانی در تکیه مرکزی بکتاشی‌ها در قریه حاجی بکتاش می‌زیست. در پیرامون دده، هشت بابا حضور دارند که به همراه دده، شورای اجرایی طریقت را تشکیل می‌دادند.

## ساخت پایتخت در تیرانا
در اکتبر ۲۰۲۴ ادی راما نخست‌وزیر وقت آلبانی پیشنهاد ایجاد یک دولت کوچک و مستقل مشابه واتیکان برای طریقت بکتاشیه در تیرانا را داد. اگرچه این ایده با استقبال حاجی‌بابا موندی مواجه شد.

## عقاید
- حُب اهل بیت پیامبر اسلام، به‌ویژه علی. به عقیده آنان حق، محمد و علی سه صورت برای بیان یک حقیقت‌اند.
- به نظر بکتاشیان، بعضی از آئینها جای عبادت‌های شرعی را می‌گیرند، مانند: هر صبح و شام صلوات فرستادن بر دوازده امام، خواندن دعای نادعلی، خودداری از نوشیدن آب در دهه اول محرم، اعتراف کردن به گناهان نزد بابا (شیخ) پس از محرم، بزرگداشت نوروز
- اخلاق از نظر بکتاشیه در این جمله خلاصه می‌شود: «دستت را بی‌آزار، زبانت را رازدار و کمرت را استوار نگه دار.»